# Мазур Олена Анатоліївна
 Оле́на Анато́ліївна Ма́зур(нар. 23 січня 1960, Біле, Лутугинський район, Луганська область) — українська політична діячка, депутат Верховної Ради України 3-го скликання від Соціалістичної партії України. Заступник директора відокремленого структурного підрозділу Національного авіаційного університету «Центр наукових ініціатив», голова Всеукраїнського громадського об'єднання «За Україну, Білорусію, Росію».

## З життєпису
Вищу освіту здобула в Луганському машинобудівному інституті за спеціальністю «інженер-економіст», закінчивши його у 1986 році. Після завершення працювала інженером-програмістом обчислювального центру цього вищого навчального закладу. Пізніше зайняла ту ж посаду на Луганському державному експериментальному протезно-ортопедичному підприємстві.
Громадсько-політичну діяльність розпочала як провідний спеціаліст Луганського обласного центру соціальних служб для молоді. З 1991 року — член політвиконкому всесоюзної організації «Єдність за ленінізм та комуністичні ідеали», була головою Луганської обласної організації. З 1993 року була членом координаційної ради Союзу жінок-трудівниць «За майбутнє дітей України», головою Луганської обласної організації. Того ж року стала членом Національної спілки журналістів України. З 1996 року — голова Луганської обласної організації ПСПУ.
З березня 1998 по квітень 2002 — Народний депутат України 3-го скликання, обрана на Одномандатному виборчому окрузі № 212.